# Сегнерове колесо

Сегнерове колесо: A — впуск води, B — вертикальна трубка з ротором, C — ротор з форсунками (вид збоку), D — ротор з форсунками (вид зверху), Е — отвір у дні, F — ремінна передача, G — споживач потужності

Сегнерове колесо — двигун, заснований на реактивній дії витікання води. Перша в історії гідравлічна турбіна.
Розташоване в горизонтальній площині колесо без обода, у якого спиці замінені трубками з відігнутими кінцями так, що витікаюча з них вода приводить колесо в обертання. Винайдене Йоганном Зегнером.
Принцип сегнерова колеса використаний в конструкції «вічних двигунів» Річарда Клема і Віктора Шаубергера та в відцентровомих фільтрах очищення води та масла.